# Фельдштейн, Давид Иосифович
Дави́д Ио́сифович Фельдште́йн (30 ноября 1929, Воронеж, Центрально-Чернозёмная область — 2 сентября 2015, Москва) — советский и российский педагог и психолог, специалист в области возрастной и педагогической психологии, психологии развития, психологии личности. Доктор психологических наук, профессор, академик и вице-президент Российской академии образования, действительный член АПСН.

## Биография
В 1951 году окончил исторический факультет Душанбинского педагогического института. Работал учителем истории в школе, директором школы рабочей молодёжи (1952—1953), общеобразовательной школы (1953—1960), комплексной школы-интерната (1960—1963).
С 1963 года заведовал сектором в НИИ педагогических наук, с 1965 г. — проблемной лабораторией экспериментальной психологии и программированного обучения Таджикского государственного университета. Одновременно (1966—1970) — начальник отдела детдомов и школ-интернатов Министерства образования Таджикской ССР, директор республиканской спецшколы для подростков-правонарушителей.
В 1970—1974 годах заведовал кафедрой психологии и педагогики Таджикского университета.
В 1974—1996 годах возглавлял лабораторию психологического развития и воспитания в подростковом и юношеском возрастах НИИ общей и педагогической психологии АПН СССР (Москва).
Первый ректор негосударственного образовательного учреждения «Московский психолого-социальный институт», зарегистрированного Отделом по регистрации некоммерческих организаций Департамента общественных и межрегиональных связей Правительства Москвы 9 апреля 1996 года (Свидетельство о регистрации образовательного учреждения № 4458-2 от 9 апреля 1996 года).
В 1996 году избран членом-корреспондентом, в 1999 году — действительным членом Российской академии образования. В 1999—2008 годах был академиком-секретарём Отделения психологии и возрастной физиологии, с 27 апреля 2001 года — вице-президент Российской академии образования. Более 15 лет возглавлял экспертный совет ВАК РФ по педагогике и психологии.
С 1988 года — почётный член Американской психологической ассоциации; член координационного совета Международного общества исследования поведенческого развития.
Являлся учредителем и главным редактором ряда изданий («Психологи Отечества», в 70-ти т.; «Духовное единение», в 25-ти т.; серия «Библиотечка школьного психолога и педагога-практика»; журнал «Мир психологии»).

## Научная деятельность
В 1963 г. защитил кандидатскую, в 1969 г. — докторскую диссертацию.
Основные направления исследований:
Автор концепции социально-нормативной периодизации формирования личности. Теоретически обосновал психологические условия коррекции отклоняющегося поведения подростков, апробировал их в опытно-экспериментальной работе и успешно внедрил в практику перевоспитания подростков-правонарушителей. Разработал теорию общественно полезной деятельности как ведущей в подростковом возрасте.
Подготовил 73 кандидата и 12 докторов наук.
Автор более 300 научных работ, в том числе 43 монографий, 19 из них изданы за рубежом.

### Избранные труды
- Фельдштейн Д. И. Мир Детства в современном мире (проблемы и задачи исследования). — М.; Воронеж: МПСУ : Модек, 2013. — 335 с. — 2000 экз. — ISBN 978-5-9770-0694-1.; ISBN 978-5-9936-0057-4
- Фельдштейн Д. И. Психологические основы общественно полезной деятельности подростков. — М.: Педагогика, 1982. — 224 с. — 10 000 экз.
- Фельдштейн Д. И. Психологические основы формирования нравственных качеств личности в подростковом возрасте : Автореф. дис. … д-ра психол. наук. — Душанбе, 1969. — 49 с.
- Фельдштейн Д. И. Психология взросления : Структур.-содерж. характеристики процесса развития личности : Избр. тр. — М.: Моск. психол.-социал. ин-т : Флинта, 1999. — 670 с. — 20 000 экз. — ISBN 5-89502-096-8.; ISBN 5-89349-230-7
  - . — 2-е изд. — М.: МПСИ : Флинта, 2004. — 670 с. — 5000 экз. — ISBN 5-89502-096-8.; ISBN 5-89349-230-7
- Фельдштейн Д. И. Психология воспитания подростка. — М.: Знание, 1978. — 47 с. — (Новое в жизни, науке, технике. Педагогика и психология ; № 3). — 174 700 экз.
- Фельдштейн Д. И. Психология развивающейся личности : избранные психологические труды. — М.; Воронеж: Институт практической психологии : НПО «Модек», 1996. — 512 с. — (Психологи отечества : избранные психологические труды : в 70 т. / гл. ред. Д.И. Фельдштейн). — 10 000 экз. — ISBN 5-89395-002-X.
- Фельдштейн Д. И. Психология развития личности в онтогенезе. — М.: Педагогика, 1989. — 206 с. — 14 000 экз. — ISBN 5-7155-0030-3.
- Фельдштейн Д. И. Психология развития человека как личности : избранные труды : в 2 томах. — М.; Воронеж: Изд-во Московского психолого-социального ин-та : МОДЭК, 2005. — 566 + 455 с. — 20 000 экз. — ISBN 5-89502-698-2.; ISBN 5-89349-643-5
- Фельдштейн Д. И. Психология становления личности. — М.: Междунар. пед. акад., 1994. — 192 с. — 5000 экз. — ISBN 5-87977-018-4.
- Фельдштейн Д. И. Система общественного полезного труда воспитанников восльмилетней школы-интерната как средство нравственного воспитания детей и подростков : Автореф. дис. … канд. пед. наук. — М., 1963. — 24 с. — 200 экз.
- Фельдштейн Д. И. Социальное развитие в пространстве-времени детства. — М.: Моск. психол.-социал. ин-т : Флинта, 1997. — 158 с. — 10 000 экз. — ISBN 5-89502-009-7.; ISBN 5-89349-050-9
- Фельдштейн Д. И. Трудный подросток. — М.; Воронеж: МПСИ : Модек, 2008. — 206 с. — 5000 экз. — ISBN 978-5-9770-0286-8.; ISBN 978-5-89395-894-2
- Фельдштейн Д. И. Человек в современном мире: тенденции и потенциальные возможности развития. — М.; Воронеж: Изд-во Московского психолого-социального ин-та : НПО «Модек», 2008. — 15 с. — 1000 экз. — ISBN 978-5-9770-0339-1.; ISBN 978-5-89395-910-9

## Награды и премии
- Орден Почёта (2005)
- Орден Трудового Красного Знамени (1960)
- Медаль «За доблестный труд. В ознаменование 100-летия со дня рождения Владимира Ильича Ленина» (1970)
- Медаль К. Д. Ушинского (1989)
- Почётное звание «Заслуженный деятель науки Российской Федерации» (2000) — за заслуги в научной деятельности[3]
- Премия Президента Российской Федерации в области образования (1998) — за разработку концепции поуровневого социального развития личности и социально-нормативной периодизации детства[4]
- Премия Правительства Российской Федерации в области образования (2006, 2011)